# Pritha garfieldi
Pritha garfieldi — вид павуків родини Filistatidae.

## Назва
Вид названий на честь американського актора Ендрю Гарфілда, який зіграв роль Спайдермена у двох фільмах однойменного циклу.

## Поширення
Ендемік Ірану. Відомий лише у типовому місцезнаходженні у провінції Тегеран.

## Опис
Самиця завдовжки 4,48 мм, самець — 2,37 мм.